# ゴーパール・クリシュナ・ゴーカレー

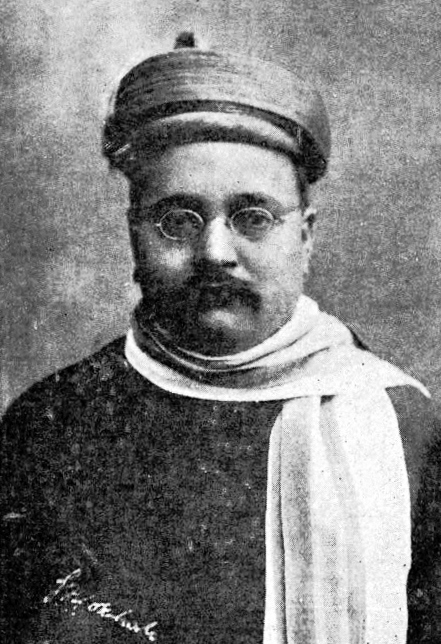
ゴーパール・クリシュナ・ゴーカレー

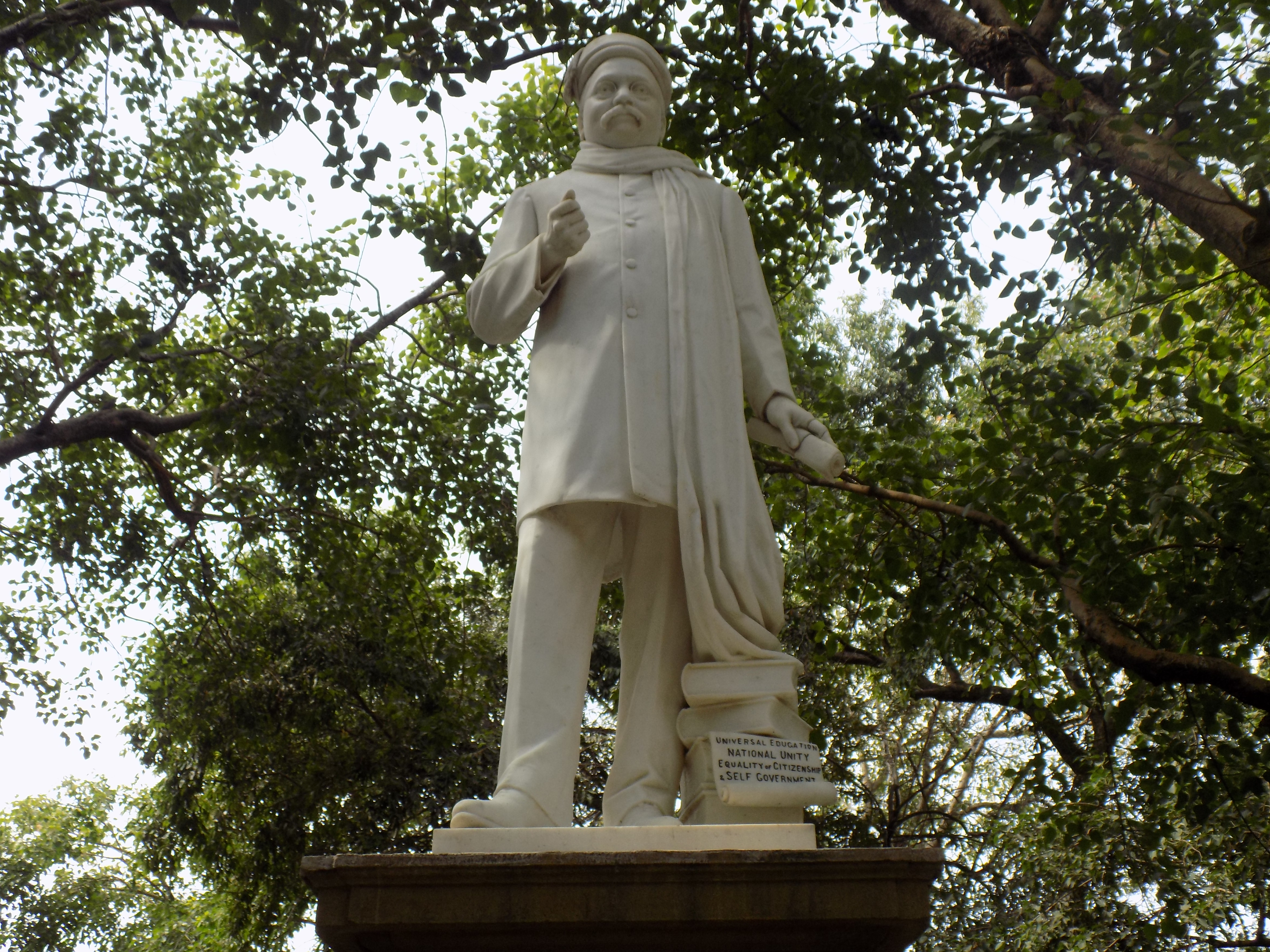
ゴーカレー像

ゴーパール・クリシュナ・ゴーカレー（英語：Gopal Krishna Gokhale、1866年5月9日 - 1915年2月19日）は、インドの活動家、政治家。インド国民会議派の若きリーダーでもあった。バラモン階級の出身。
ゴーカレーは何度もイギリスへと渡航し、自由主義の影響を強く受けていた。そのため、急進的なバール・ガンガーダル・ティラクとは対立していた。